# Revsundsgranit

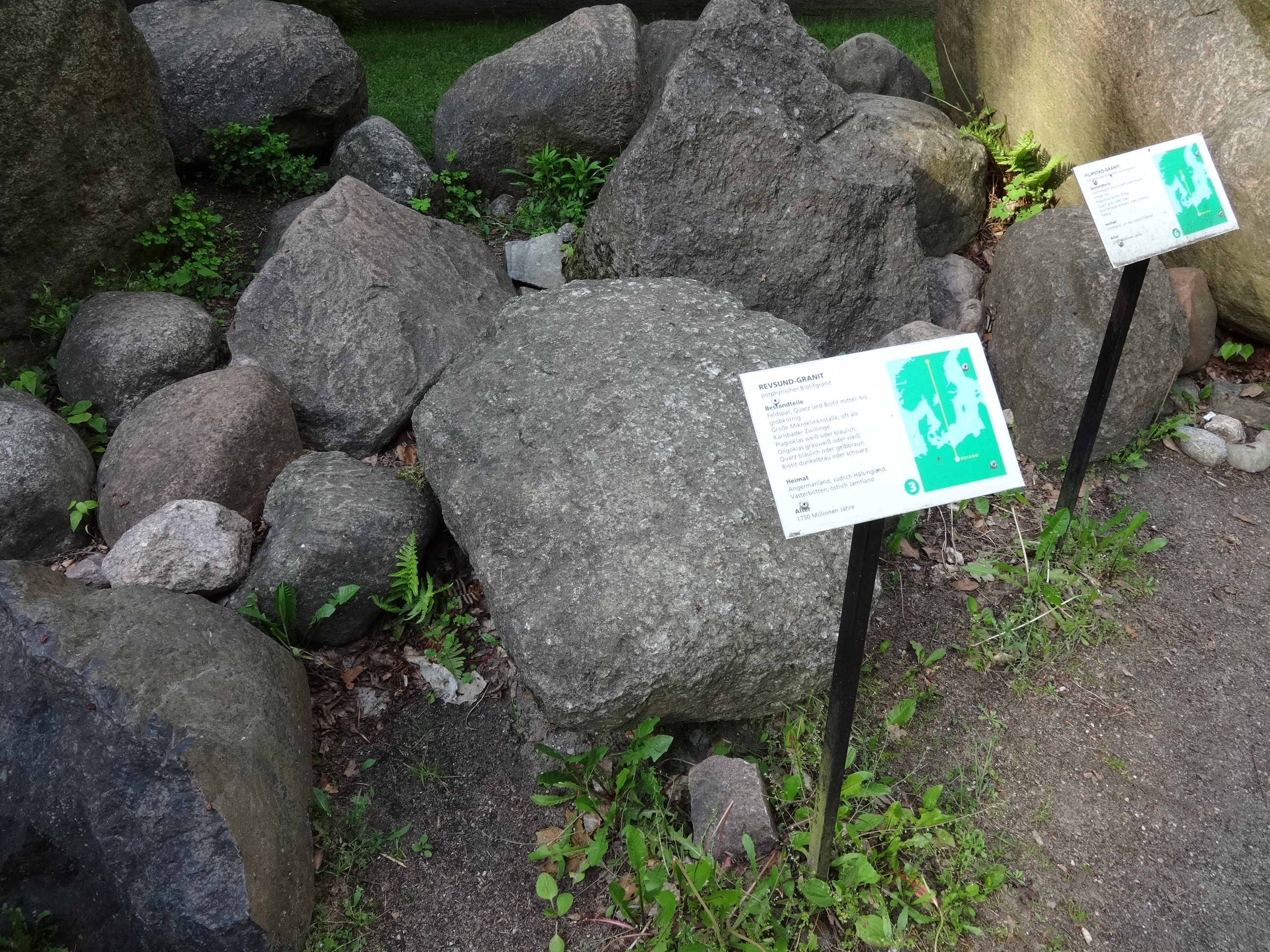
Revsundsgranit

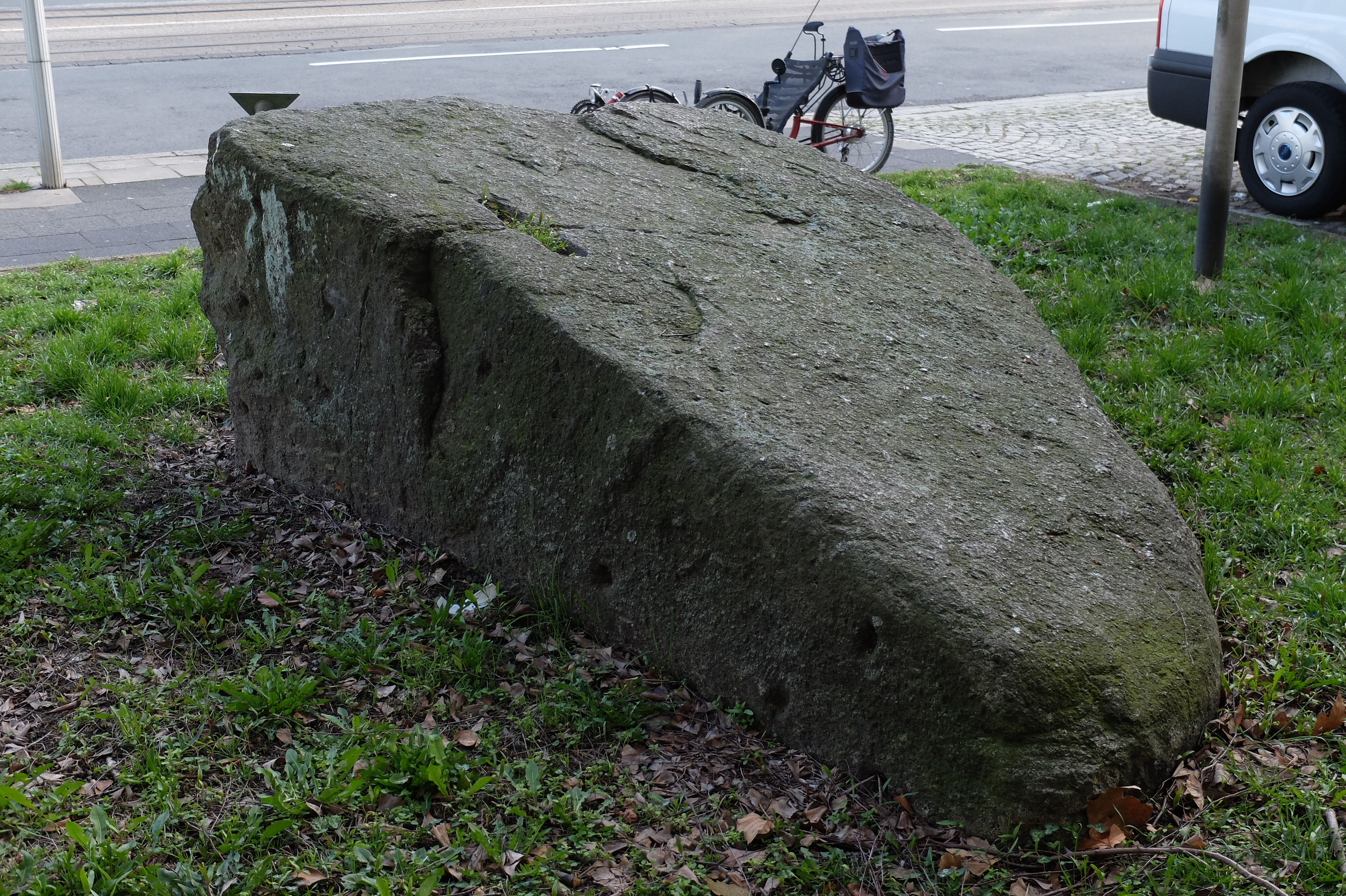
Revsundsgranit

Revsundsgranit, en typ av granit som är medel- grovkornig.
Revsundsgraniten är grå eller skär och har upp till 10 centimeter stora kristaller, vilka består av mineralet kalifältspat. Revsundsgraniten bildar stora massiv i mellersta Norrland, framförallt i Jämtland. Bergartens ålder är omkring 1800 miljoner år.
Revsundsgraniten är, liksom Rätangraniten, en porfyriska graniter som har kristalliserat på flera kilometers djup i jordskorpan och därmed har en massa som är grövre än den i graniter som stelnat på mindre djup.
Den kan ha korn av fältspat, vilka är upp till tio centimeter i diameter.